# Lanteglos-by-Fowey
Lanteglos-by-Fowey (in lingua cornica: Nant Eglos) è una parrocchia civile della costa sud-orientale della Cornovaglia (Inghilterrasud-occidentale), facente parte del distretto di Caradon e situata lungo l'estuario sulla Manica del fiume Fowey. Conta una popolazione di circa 1.000 abitanti.

## Geografia fisica

### Collocazione
La parrocchia civile di Lanteglos-by-Fowey si trova tra St Austell e Lansallos (rispettivamente ad est della prima e ad ovest della seconda) e si estende per 3.000 acri lungo la riva orientale del fiume Fowey. È circondata dalle acque su tre lati.

### Suddivisione amministrativa
Villaggi
- Lanteglos Highway
- Bodinnick
- Mixtow
- Pont
- Polruan
- Whitecross

## Società

### Evoluzione demografica
Al censimento del 2001, la parrocchia civile di Lanteglos-by-Fowey contava una popolazione pari a 998 abitanti.

## Edifici e luoghi d'interesse
- St Saviours Chapel, a Polruan[1][2]
- Punches Cross[1]
- St Wyllow Church[1]